# Île-d'Arz
Île-d'Arz é uma comuna francesa na região administrativa da Bretanha, no departamento Morbihan. Estende-se por uma área de 3,28 km². Em 2010 a comuna tinha 236 habitantes (densidade: 72 hab./km²).